# Čanje
Čanje so naselje v Občini Sevnica.